# Teodosio Vesteiro Torres
Teodosio Vesteiro Torres (Vigo, 12 de junho de 1847 — Madrid, 12 de junho de 1876) foi um escritor, jornalista e músico da Galiza.

## Biografia
Seus pais foram Juan María Vesteiro Barbeito, oficial da infataria, natural de Lugo, e Antonia Torres Fernández, natural da Corunha. Ingressou no Seminário de Tui em 1860, onde ocupou uma cátedra de Humanidades e foi bibliotecário, classificando e ordenando os mais de 6.000 livros ali existentes. Nesta época, começou a escrever no Boletim Eclesiástico do Bispado de Tui. Foi vice-presidente da sociedade La Juventud Católica del Miño, redator da La Juventud Católica de Tuy e diretor da orquestra da catedral de Santa María. Em 1871, abandonou os estudos eclesiásticos e trasladou-se a Madrid onde exerceu o ensino musical, residindo na casa de seus primos Lorenzo Quintero e Emilia Calé y Torres. Em 1872, morreu a sua mãe, acontecimento que o afetaria profundamente.
Colaborou no El Heraldo Gallego (Ourense), Revista Galaica (Ferrol), La Concordia e La Caridad-El Desengaño (Vigo). Em 1875, fundou em Madrid a Associação Galiza Literária, da qual anos depois a revista Galicia Literária tomou o seu nome. Escreveu em castelhano, mas a maioria das suas obras são de temática galega, seguindo a ideologia galeguista.. 
Depois de destruir os seus trabalhos de juventude, suicidou-se no Museu do Prado, com um tiro de revólver, na madrugada de 12 de junho de 1876, deixando duas cartas de despedida, uma a Manuel Curros Enríquez e outra a Valentín Lamas Carvajal.

## Obras
- Flores para la soledad, seis melodías para canto e piano, 1871.
- Versos, 1874.
- Galería de Gallegos Ilustres, 5 tomos: Poetas de la Edad Media, Guerreros, Marinos, Príncipes y Diplomáticos e Artistas, 1874.[6]
- Rimas de D. Rodrigo de Moscoso y Osorio, vizconde de Altamira. Siglos XV a XVI, 1875.

### Póstumas
- Monografías de Vigo, 1878.[7]
- Galería de Gallegos Ilustres. Apéndice, 1879.
- Páginas sueltas, 1892, publicado por Emilia Calé.
- Poesías, 1896, na Biblioteca Gallega de Martínez Salazar.
- Recuerdos de Galicia, 1896, con prólogo de V. Novo y García.[8]

## Reconhecimento
Após a sua morte, o periódico O Tio Marcos d'a Portela publicou o libreto de vinte páginas Coroa de morte - o inspirado escritor é doce poeta gallego Teodosio Vesteiro Torres. Depois disso, o El Heraldo Gallego publicou o livro Corona fúnebre á la memoria del inspirado escritor y poeta gallego Teodosio Vesteiro Torres (1877, 58 páginas.), no qual colaboraram Valentín Lamas Carvajal, José M. Hermida, Emilia Calé Torres de Quintero, Eduardo Álvarez Pertierra, A. J. Pereira, Emilia Pardo Bazán, Alfredo Vicenti, José Tresguerras y Melo, Pastora Guerrero, José María Montes, Nicolás Taboada Fernández, Juan Neira Cancela e Rafael Bugallal.
O concelho de Vigo dedicou-lhe o nome do Parque Poeta Vesteiro Torres, no bairro de Coia.
O personagem de Vesteiro, como fantasma do Museu do Prado, aparece no livro El Maestro del Prado y las pinturas proféticas (Planeta, 2013) de Javier Sierra Albert.

## Galeria de imagens
- Galería de gallegos ilustres. T. 2. Guerreros, 1874.
- Monografías de Vigo, 1878.
- Recuerdos de Galicia, 1896.